# 1977년 지표면 채굴 관리 및 매립에 관한 법
1977년 지표면 채굴 관리 및 매립에 관한 법(영어: Surface Mining Control and Reclamation Act of 1977, SMCRA)은 미국의 석탄 채굴이 환경에 미치는 영향을 규제하는 주요 연방법이다.
SMCRA는 두 가지 프로그램을 만들었다. 하나는 현행 석탄 광산을 규제하는 것이고, 다른 하나는 폐광된 광산 부지를 복구하는 것이다. SMCRA는 또한 내무부 산하의 기관인 지표면 채굴 관리국을 설립하여 규정을 공포하고, 주정부의 규제 및 복구 노력을 지원하며, 주정부 규제 프로그램 간의 일관성을 보장한다.

## 통과

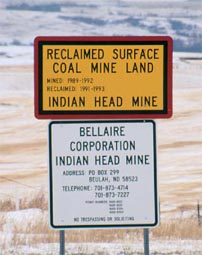
노스다코타주 뷸라 근처 인디언 헤드 광산의 표지판. 사진: OSM의 척 마이어스

SMCRA는 노천 채굴의 환경적 영향에 대한 우려에서 비롯되었다. 석탄은 1740년대부터 미국에서 채굴되었지만, 노천 채굴은 1930년대에 이르러서야 널리 퍼졌다. 그 10년이 끝날 무렵, 주정부들은 석탄 채굴 산업을 규제하는 첫 번째 법률을 제정하기 시작했다. 웨스트버지니아주는 1939년, 인디애나주는 1941년, 일리노이주는 1943년, 펜실베이니아주는 1945년에 제정했다. 이러한 법률에도 불구하고, 제2차 세계 대전 중 석탄에 대한 엄청난 수요는 환경적 결과를 거의 고려하지 않은 채 석탄이 채굴되도록 이끌었다. 전쟁 후, 주정부들은 규제 프로그램을 계속 제정하고 확대했으며, 일부는 채굴 허가나 채굴 완료 후 토지가 복구될 수 있도록 보증금 납부를 요구했다. 그러나 이러한 주 법률은 노천 채굴의 환경적 영향을 억제하는 데 대체로 성공적이지 못했다. 한 가지 문제는 법률이 주마다 달라 채굴 작업이 규제가 덜 엄격한 주로 이전할 수 있게 되었다는 점이었다. 한편, 노천 채굴은 점점 더 흔해졌다. 1963년에는 미국 석탄의 33%만이 노천 광산에서 나왔지만, 1973년에는 그 수치가 60%에 달했다.
1974년과 1975년에 의회는 채굴 규제 법안을 제럴드 포드 대통령에게 보냈지만, 그는 석탄 산업을 해치고 인플레이션을 증가시키며 에너지 공급을 제한할 것이라는 우려로 거부권을 행사했다. 지미 카터가 1976년 애팔래치아에서 선거 운동을 할 때, 그는 그 법안에 서명할 것을 약속했다. 의회는 포드가 거부권을 행사한 법안보다 훨씬 더 엄격한 법안을 그에게 보냈고, 카터 대통령은 1977년 8월 3일에 이에 서명하여 법으로 제정했다.

### 규제 프로그램
SMCRA에 따른 현행 광산 규제에는 다섯 가지 주요 구성 요소가 있다.

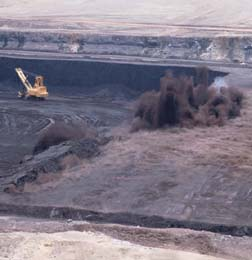
질레트 (와이오밍주)에서 석탄층 폭파. 사진: OSM의 척 마이어스.

- 성능 기준. SMCRA 및 그 시행 규정은 광산이 운영 중 준수해야 하고, 채굴된 토지를 복구할 때 달성해야 하는 환경 기준을 설정한다.
- 허가. SMCRA는 기업이 지표면 채굴을 수행하기 전에 허가를 받아야 한다고 요구한다. 허가 신청서에는 채굴 전 환경 조건과 토지 이용 현황, 제안된 채굴 및 복구 계획, 광산이 SMCRA 성능 기준을 충족시키는 방법, 복구 완료 후 토지 이용 방식이 설명되어야 한다. 이 정보는 정부가 광산 허용 여부를 결정하고 환경 보호를 위한 허가 요구 사항을 설정하는 데 도움이 된다.
- 보증. SMCRA는 채굴 회사가 현장 복구 비용을 충당하기에 충분한 보증금을 예치해야 한다고 요구한다. 이는 회사가 파산하거나 다른 이유로 토지 정화를 실패하더라도 채굴 현장이 복구되도록 보장하기 위한 것이다. 보증금은 채굴 현장이 완전히 복구되고 정부가 (동부에서는 5년, 서부에서는 10년 후에) 복구가 성공적이었다고 판단한 후에야 해제된다.
- 검사 및 집행. SMCRA는 정부 규제 기관에 채굴 작업을 검사하고 SMCRA 또는 동등한 주 법률을 위반하는 회사에 대해 처벌할 권한을 부여한다. 검사관은 운영자에게 특정 시간 내에 문제를 시정하도록 요구하는 "위반 통지"를 발행하거나, 벌금을 부과하거나, 채굴 중단을 명령할 수 있다.
- 토지 제한. SMCRA는 국립공원 및 야생 구역과 같은 특정 토지에서는 지표면 채굴을 전면 금지한다. 또한 시민들이 지나친 환경 피해를 유발할 것이라는 이유로 제안된 지표면 채굴 작업에 이의를 제기할 수 있도록 허용한다.

### 복구 프로그램
SMCRA는 1977년 법률 통과 이전에 폐기된 광산 토지의 정화를 위해 폐광지(AML) 기금을 조성했다. 이 법은 1990년에 1977년 이후 폐기된 광산의 복구에도 기금을 사용할 수 있도록 개정되었다. 이 기금은 노천 채굴된 석탄 톤당 31.5센트, 지하 채굴된 석탄 톤당 15센트, 갈탄 톤당 10센트의 세금으로 충당된다. AML 수수료의 80%는 승인된 복구 프로그램(아래 참조)이 있는 주에 배분되어 복구 활동 자금으로 사용된다. 나머지 20%는 OSM이 산사태, 지반 침하, 화재와 같은 비상사태에 대응하고 승인된 프로그램이 없는 주에서 고위험 정화 작업을 수행하는 데 사용된다. 승인된 프로그램이 있는 주에서는 AML 기금을 사용하여 지하 채굴로 인한 지반 침하로부터 주택 소유자를 보장하는 프로그램을 설정할 수도 있다.

### 주/연방 관계
Hodel v. Virginia Surface Mining and Reclamation Association, 452 U.S. 264 (1981) 사건에서 미국 연방 대법원은 SMCRA가 미국 수정 헌법 제10조를 위반하지 않는다고 판결했다. 1960년대와 1970년대에 통과된 대부분의 환경 법률과 마찬가지로, SMCRA는 주가 규제를 주도하고 연방 정부가 그 노력을 감독하는 협력적 연방주의 접근 방식을 사용한다.
SMCRA에 따라, 연방 정부는 주가 SMCRA만큼 엄격한 법률을 가지고 있고 프로그램을 운영할 수 있는 충분한 자원을 가진 규제 기관을 가지고 있음을 증명하면 해당 주에 채굴 작업을 규제할 권한을 부여하는 프로그램을 승인할 수 있다. 현재 대부분의 석탄 채굴 주에는 승인된 프로그램이 있다. 이 주들은 자체적으로 허가를 발행하고, 광산을 검사하며, 필요할 때 자체적으로 집행 조치를 취한다. 승인된 프로그램이 없는 두 주(테네시주와 워싱턴주)와 인디언 보호구역에서는 지표면 채굴 관리국이 이러한 기능을 수행한다. 연방 정부는 연방 토지(서부 석탄 매장량의 60%를 포함)에서의 지표면 석탄 채굴을 규제해야 하지만, 승인된 프로그램이 있는 주와 협력 협정을 체결할 수 있다.

### 자체 보증
많은 주에서는 대형 채굴 회사에 광산 복구 비용에 대한 이행 보증 보험을 요구하지 않는다. 대신 이 회사들은 "자체 보증"으로 자체 자산을 보유할 수 있다. 대형 탄광 회사들의 파산은 주 규제 당국이 자체 보증으로 허용한 37억 달러를 위태롭게 할 수 있다. 예를 들어, 피바디 에너지는 파산을 선언하기 직전에 자체 보증 부채로 14억 7천만 달러를 보유하고 있었으며, 이 중 9억 5백만 달러는 와이오밍주에만 있었다.

## 같이 보기
- 광산 폐쇄 계획
- 광산 매립
- RECLAIM Act
- 산이 옮겨지기 전에